# Barbara Gilbert
Barbara Gilbert (geb. vor 1978 in den USA) ist eine US-amerikanische Opernsängerin (Sopran).

## Leben
Gilbert erwarb ihr Diplom 1978 an der University of Rochester. 1980 folgten Meisterdiplom und „Performers Certificate“, dem sich ein Doktorandenstudium an der Indiana University in Bloomington bei Margaret Harshaw anschloss. Sie vervollkommnete ihre Studien nach pädagogischer Tätigkeit und ersten Bühnenerfahrungen im Opernstudio Basel. Erste Engagements in der Schweiz (Basel, Biel, Bern) schlossen sich daran an. 1991 wechselte sie von der Schweiz ins Saarland, um ein Engagement am Saarländischen Staatstheater in Saarbrücken anzunehmen, wo sie vornehmlich in Partien des lyrischen, später vermehrt auch in Rollen des jugendlich-dramatischen Repertoires eingesetzt wurde. Im Saarland wurde sie auch 2003 zur Kammersängerin ernannt.
Gastspiele führten sie an verschiedene Bühnen vornehmlich des deutschsprachigen Raumes. Neben ihrer Opernkarriere pflegt Barbara Gilbert auch das Lied- und Konzertrepertoire.
Seit der Spielzeit 2006/2007 ist sie freischaffend tätig. Sie ist verheiratet mit dem Schauspieler und Regisseur Kurt-Josef Schildknecht.

## Repertoire (Auswahl)
- Contessa – Le nozze di Figaro
- Violetta – La traviata
- Leonora – Il trovatore
- Amelia – Un ballo in maschera
- Desdemona – Otello
- Ciò-Ciò San – Madama Butterfly
- Mimì – La Bohème
- Maddalena – Andrea Chénier
- Agathe – Der Freischütz
- Marschallin – Der Rosenkavalier
- Chrysothemis – Elektra
- Arabella – Arabella
- Senta – Der fliegende Holländer
- Elisabeth – Tannhäuser und der Sängerkrieg auf Wartburg
- Elsa – Lohengrin
- Marguerite – Faust
- Giulietta – Les Contes d’Hoffmann
- Rosalinde – Die Fledermaus